# 勝林院
勝林院（しょうりんいん）は、京都市左京区大原勝林院町にある天台宗の寺院。山号は魚山。本尊は阿弥陀如来。魚山大原寺勝林院（ぎょざんだいげんじしょうりんいん）と号する。魚山大原寺は往生極楽院、勝林院、来迎院とその子院の汎称で、声明の中心地であった中国の長安の外にある山東省に所在する声明の聖地「魚山」の名称に由来する。法然上人二十五霊跡第21番札所で三千院の北にある。別称として「問答寺」、「証拠堂」とも呼ばれる。古くから来迎院（左京区大原来迎院町）とともに天台声明の道場であった。

## 歴史
寺伝では、承和2年（835年）、円仁（慈覚大師）によって開かれたと伝えられる。円仁は唐で経典などに独特の旋律を付けて唱える声明を学んできておりこの地にそれを伝えたが、その後寺は荒廃してしまう。
長和2年（1013年）、寂源によって復興され、勝林院が建立された。その際、寂源はここを声明研鑽の地としたので声明も復興された。聖応太師良忍が天仁2年（1109年）に来迎院を創建すると、勝林院を本堂とする下院と来迎院を本堂とする上院が成立し、この両院を以て「魚山大原寺」と総称されるようになった。以来、大原で伝承されてきた声明は「大原流声明」や「魚山声明」と呼ばれ、浄土宗や浄土真宗などの声明の原型でもある。
文治2年（1186年）には法然と顕真などによる宗論、いわゆる「大原問答」がこの寺で行われた。
文和元年（1352年）には禅僧である祖曇首座による押領が行われ、大原寺の僧衆はこれに反抗して離散した。この事件によって大原寺は衰退し僧坊は荒廃してしまった。
祖曇首座の押領による衰退からの復興をになったのは勝林院良雄大僧正である。大原寺初の大僧正である良雄は、足利義満の後援をうけて大原寺の復興を行った。また、音楽的素養に恵まれていた義満に大原流声明を伝授するなど、師弟関係を持っていたことが『魚山声曲相承血脈譜』という系譜から分かる。またこの頃より、宮中における先帝の追善法要である宮中御懺法講の出仕僧の中心を大原の衆僧が担うようになり、声明の寺としての地位を盤石なものとしていった。
江戸時代初期、将軍徳川家光の時代に春日局の願によりお江の方（崇源院）の菩提のために本堂が再建された。享保21年（1736年）正月の火災により本堂は焼失するが、安永7年（1778年）に再建される。江戸時代末期には4坊（理覺坊・實光坊・寶泉坊・普賢坊）の子院があったが明治維新後に衰退し、現在は宝泉院・実光院の2院が残っている。勝林院の住職は3年交代で2塔頭の住職が兼務している。

### 大原問答
- 寛仁4年（1020年）、寂源が延暦寺の僧である覚超と遍救を招請して勝林院の本堂で法華八講を開いた。後世これを「大原談義」と称する。この時、本尊が自身の意を奇瑞によって表したので、集まった聴衆が大いに驚いたという。それより、本尊は「証拠の阿弥陀」と称され、本堂も「証拠堂」と呼ばれるようになった。
- 文治2年（1186年）、顕真の招請により、勝林院で法然が浄土宗義について明遍、証真、貞慶、智海、重源らと一昼夜にわたっての問答が行われた。これを「大原問答」という。顕真らが法然に12の難問を投げかけていったものであるが、法然はそれらに対して念仏によって極楽浄土へ往生できることをはっきりと示した。その時に、本尊の阿弥陀如来が光を放って法然の主張が正しいことを証明してみせたという。念仏すれば誰でも極楽浄土へ往生できることを知った聴衆たちは大変喜び、三日三晩、断えることなく念仏を唱え続けた。なかでも重源は翌日には自らを「南無阿弥陀仏」と号して法然に師事している[6]。

## 境内
- 本堂（京都市指定有形文化財）
- 鐘楼（京都市指定有形文化財） - 梵鐘は重要文化財である。
- 宝蔵
- 観音堂
- 山王社
- 宝篋印塔（重要文化財）
- 弁天社
- 法然上人腰掛石 - 境内入り口の前にある。
- 宝泉院 - 塔頭。
- 実光院 - 塔頭。

## 文化財

### 重要文化財
- 石造宝篋印塔
- 梵鐘

### 京都市指定有形文化財
- 本堂
- 鐘楼

### その他
- 本尊阿弥陀如来坐像 - 木造。創建当初の本尊は、仏師の康尚の作と伝わるが、延徳2年（1490年）8月の騒擾で出火し、本尊にも火が及んだ。その後、2年ほどで補修が完了した。現在の本尊の頭部は、この時のものであることが、創建1000年を期して実施された調査で判明している。また、天文13年（1544年）7月にも、水害によって本堂と本尊が被害を受けて修理したことが、像内納入の『証拠阿弥陀如来腹内記』によって明らかになった。その後、享保21年（1736年）正月にも、失火により焼損し、翌年9月に開眼供養されたのが、現在の本尊であることも判っている[7]。

## 前後の札所
法然上人二十五霊場
20 誓願寺　-　21 勝林院　-　22 百万遍知恩寺

## アクセス
- 京都バス停大原から徒歩12分。